# عماد فرج
عماد فرج (بالفرنسية: Imad Faraj) هو لاعب كرة قدم فرنسي من أصل مغربي في مركز الوسط ولد في يوم 11 فبراير 1999 في مدينة كروا في فرنسا، يلعب حالياً مع نادي ليل ويبلغ طوله 172 سم.

## روابط خارجية
- عماد فرج على موقع رابطة كرة القدم الفرنسية للمحترفين (الإنجليزية)
- عماد فرج على موقع قاعدة بيانات كرة القدم.إي يو (الإنجليزية)
- عماد فرج على موقع ليكيب (الفرنسية)
- عماد فرج على موقع Soccerway.com (الإنجليزية)